# Pachysomoides flavescens
Pachysomoides flavescens är en stekelart som först beskrevs av Cresson 1865.  Pachysomoides flavescens ingår i släktet Pachysomoides och familjen brokparasitsteklar. Inga underarter finns listade i Catalogue of Life.